# Archie Bell & the Drells
Archie Bell & the Drells sono stati un gruppo R&B vocale statunitense attivo dal 1966 al 1980.
Tra i singoli di successo del gruppo vi sono Tighten Up, I Can't Stop Dancing (1968), There's Gonna Be a Showdown, Girl You're Too Young (1969), Here I Go Again (1972), Soul City Walk (1975), Let's Groove, Everybody Have a Good Time (1977) e Don't Let Love Get You Down (1976).

## Formazione
- Archie Bell
- Lee Bell
- Joe Cross
- Willie Parnell
- James Wise
- Lucious Larkins
- Billy Butler

## Discografia

### Album
- 1968 - Tighten Up
- 1969 - I Can't Stop Dancing
- 1969 - There's Gonna Be a Showdown
- 1975 - Dance Your Troubles Away
- 1977 - Where Will You Go When the Party's Over
- 1977 - Hard Not to Like It
- 1979 - Strategy
- 1981 - I Never Had It So Good